# Visconde de Moreira de Rei
Visconde de Moreira de Rei é um título nobiliárquico português criado por D. Luís I de Portugal, por Decreto de 22 de Agosto de 1870, em favor de António Augusto Ferreira de Melo e Carvalho.
Titulares
1. António Augusto Ferreira de Melo e Carvalho, 1.° Visconde de Moreira de Rei.